# Ion Barbu (Mathematiker)

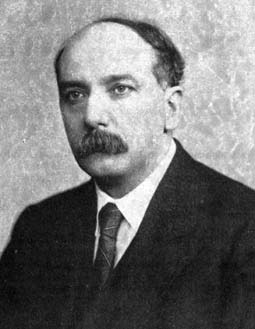
Ion Barbu

Ion Barbu (eigentlich Dan Barbilian; * 19. März 1895 in Câmpulung; † 11. August 1961 in Bukarest) war ein rumänischer Schriftsteller und Mathematiker.

## Leben
Ion Barbu studierte in Bukarest, Berlin und Göttingen die Fächer Philosophie und Mathematik. 1929 wurde er an der Universität Bukarest mit einer Arbeit über hyperelliptische Funktionen promoviert. Ab 1942 arbeitet er als Professor für Algebra in Bukarest. Sein eigentliches Arbeitsgebiet war jedoch die Geometrie. Er gilt als Erfinder einer bestimmten Metrik Jordanscher Bereiche; bekannt wurde vor allem seine zweiteilige Arbeit zur Geometrie über Ringen (1940/41).
Bereits seine ersten Veröffentlichungen in Literaturzeitschriften (u. a. im Contimporanul) sorgten durch ihre klangvolle und sprachgewaltige Verbindung von Neologismen und Archaismen für großes Aufsehen in der Fachwelt, da er keiner der dichterischen Strömungen seiner Zeit eindeutig zuzuordnen war. Ion Barbus Werk thematisierte stets die verschiedenen Aspekte des menschlichen Daseins. Neben seinem eigenen Schaffen übersetzte er Werke William Shakespeares ins Rumänische. Er starb am 11. August 1961 in Bukarest.

## Schriften
- Zur Axiomatik der projektiven ebenen Ringgeometrien, Teil 1, 2, Jahresbericht DMV, Band 50, 1940, S. 197–229, Band 51, 1941, S. 34–76